# Bulgarije op de Paralympische Winterspelen 2018
Bulgarije was een van de landen die deelnam aan de Paralympische Winterspelen 2018 in Pyeongchang, Zuid-Korea.

## Deelnemers en resultaten
(m) = mannen, (v) = vrouwen 

### Langlaufen
| Paralympiër                            | Onderdeel                                    | Resultaat | Prestatie |
| -------------------------------------- | -------------------------------------------- | --------- | --------- |
| Svetoslav Georgiev Gids: Ivan Birnikov | 1.5 km klassieke sprint, visueel beperkt (m) | 18e       | 4:29.7    |
| Svetoslav Georgiev Gids: Ivan Birnikov | 10 km klassiek, visueel beperkt (m)          | 16e       | 31:42.6   |

Andorra · Argentinië · Armenië · Australië · België · Bosnië en Herzegovina · Brazilië · Bulgarije · Canada · Chili · China · Denemarken · Duitsland · Finland · Frankrijk · Georgië · Griekenland · Groot-Brittannië · Hongarije · IJsland · Iran · Italië · Japan · Kazachstan · Kroatië · Mexico · Mongolië · Nederland · Nieuw-Zeeland · Noord-Korea · Noorwegen · Oekraïne · Oezbekistan · Oostenrijk · Polen · Roemenië · Servië · Slovenië · Slowakije · Spanje · Tadzjikistan · Tsjechië · Turkije · Verenigde Staten · Wit-Rusland · Zuid-Korea · Zweden · Zwitserland
Neutrale paralympische atleten